# Amuletum
Amuletum is een studioalbum van Steve Jolliffe. In de periode 1999 tot 2002 was er een stilte in de discografie van Jolliffe. Het bleek dat hij wel een album had opgenomen, maar dat was niet uitgegeven. Platenlabels hadden geen interesse (meer) in de muziek van de Engelsman. In 2010 bracht Jolliffe daarom zelf dit album uit op cd-r. Op het album zijn fragmenten te horen van albums uitgebracht na 2002, maar ook muziek die “nieuw” is. De muziek heeft hier en daar wat weg van de meditatiemuziek van Mind over Matter. Amuletum is Latijn voor amulet.

## Musici
- Steve Jolliffe – synthesizers, dwarsfluit, elektronica

## Muziek
| Nr. | Titel    | Duur  |
| --- | -------- | ----- |
| 1.  | Amuletum | 46:48 |